# Чакравартираджадеви
Чакравартираджадеви (кхмер. ចក្រវាទីរាជទេវី, fl. 1243—1295) — королева-консорт Кхмерской империи, супруга короля Джаявармана VIII.

## Биография
Принцесса Чакравартираджадеви была дочерью брамина Джаявармана. Вышла замуж за короля Джаявармана VIII. Известно, что у четы было по меньшей мере двое детей: старшая дочь — принцесса Шриндрабхупешварачуда, а также сын, имя которого неизвестно. Несмотря на то, что сын изначально являлся наследником престола, Шриндрабхупешварачуде удалось убедить своего отца передать трон ее мужу — Индраварману III.
Также известно, что у Чакравартираджадеви был двоюродный брат, — индуистский ученый по имени Чой Монгкулат, — которого так уважал ее муж, что в годы своего правления построил храм в его честь.